# Polska Skakavița, Kiustendil
Polska Skakavița (în bulgară Полска Скакавица) este un sat în comuna Kiustendil, regiunea Kiustendil,  Bulgaria. 

## Demografie
Componența etnică a satului Polska Skakavița
     Bulgari (96%)
     Nicio identificare (4%)
     Altele (0%)
La recensământul din 2011, populația satului Polska Skakavița era de 50 locuitori. Din punct de vedere etnic, majoritatea locuitorilor (96%) erau bulgari. Pentru 4% din locuitori nu este cunoscută apartenența etnică.